# Siri Remote
La Siri Remote est une télécommande d'Apple, équipée de Siri fournit avec l'Apple TV de quatrième génération. Dans les pays et régions où Siri n'est pas disponible, elle est connue sous le nom de Apple TV Remote. La Siri Remote succède à l'Apple Remote.
La Siri Remote se distingue par son trackpad recouvrant le premier tiers de la télécommande. La surface multi-touch permet de cliquer, glisser dans l'une des quatre directions de navigation. 
Apple annonce le 12 septembre 2017, une nouvelle Apple TV ainsi qu'une Siri Remote de seconde génération. Une bordure blanche en relief entoure désormais le bouton « MENU » de la télécommande et un nouveau capture s'ajoute à ceux déjà présent. Le prix a également été baissé à 69 euros,.

## Spécifications officielles[4]

### Taille et poids
- Hauteur : 124 mm
- Largeur : 38 mm
- Profondeur : 6,3 mm
- Poids : 47 g

### Communication et connexions
- Double microphones pour Siri
- Émetteur infrarouge
- Bluetooth 4.0
- Connecteur Lightning pour la recharge

### Capteurs
- Accéléromètre
- Gyroscope

### Alimentation
- Batterie lithium-ion rechargeable recyclable intégrée (3,78 V, 1,55 Wh, 410 mAh)
- Chargement via USB sur ordinateur ou adaptateur secteur (vendu séparément)

### Conditions ambiantes
- Température d’utilisation : de 0 à 35 °C
- Température de rangement : de –20 à 45 °C
- Humidité relative : de 5 à 95 % sans condensation
- Altitude maximale d’utilisation : testé jusqu’à 3 000 m

## Ergonomie
L'ergonomie de la Siri Remote est controversée avec des utilisateurs qui signalent des soucis de navigation avec le trackpad,. À la fin de l'année 2019, le FAI suisse Salt, qui utilise l'Apple TV comme décodeur TV, a proposé à ses clients sa propre télécommande avec des boutons plus traditionnels pour un prix moyennant 20 francs suisses,,.